# Poreče, Koroška
Poreče (uradno Poreče ob Vrbskem jezeru, nemško Pörtschach am Wörthersee) so zgodovinsko dvojezična občina v okraju Celovec-dežela s skoraj 3.000 prebivalci na avstrijskem Koroškem. Poreče ležijo ob severni obali Vrbskega jezera in so bile vsaj do konca 1. svetovne vojne del strnjenega slovensko govorečega področja Južne Koroške. Danes so znane predvsem kot priljubljeno središče poletnega turizma.

## Geografija

### Zemljepisna lega
Občina Poreče leži na nadmorski višini med 446 do 702 metrov na severnem bregu Vrbskega jezera, približno 14 kilometrov zahodno od Celovca.

### Naselja v občini
Območje občine je razdeljeno na dve katastrski občini,  Poreče ob jezeru in Žale (nemško Sallach). Edino naselje v občini so Poreče ob Vrbskem jezeru.

### Sosednje občine
|          | Možberk |            |
| Teholica |         | Kriva Vrba |
|          | Otok    |            |

### Geologija
Pokrajina ob Vrbskem jezeru, ob katerem ležijo Poreče in Pričiče (nemško Pritschitz), je bila bistveno preoblikovana za časa zadnje ledene dobe. Pred okoli 100.000 leti sta bili tako dolina okoli Vrbskega jezera, kot tudi tista okoli nekoliko višje ležečega Hodiškega jezera popolnoma zapolnjeni z ledom. Iz osrednjih Alp, zahodnih Ziljskih Alp, Karnijskih Alp in zahodnih Krških Alp so se stekale ogromne ledene mase proti vzhodu in se združevale na področju današnjega Beljaka v mogočnem Dravskem ledeniku, ki je na najširšem delu dosegal kar 30 kilometrov širine. Pri Beljaku je bil visok okoli 900 metrov, pri Celovcu še okoli 700 metrov, zaključeval pa se je nekje pri današnjem Pliberku,  Vašinjah in Grebinju. Jezerno dno se je izoblikovalo predvsem za časa umikanja ledu. Največji del ozemlja občine Poreče je zgrajen iz mladih ledenodobnih usedlin.

## Zgodovina

### Etimologija
Ime Poreče, iz katerega je izpeljana nemška oblika Pörtschach, je slovenskega izvora in pomeni kraj ob reki oz. porečje.

### Antika in srednji vek
Na podlagi arheoloških najdb je bilo ugotovljeno, da je ob severni obali Vrbskega jezera že v rimskih časih potekala Noriška cesta, ki je povezovala Vrbo na zahodni strani s Krivo Vrbo na vzhodni strani jezera.
Okoli leta 600 se na področje Vzhodnih Alp naselijo Slovani in ustanovijo svojo samostojno kneževino Karantanijo, predhodnico kasnejše vojvodine in zvezne dežele Koroške. Karantanci so kmalu poselili vso obalo Vrbskega jezera, o čemer pričajo krajevna imena v okolici, ki so skoraj vsa slovenskega izvora. Območje okoli Vrbskega jezera je ležalo v neposredni bližini političnega in duhovnega središča Karantanije, Gosposvetskega polja, kar ga je delalo za poselitev še toliko bolj zanimivega. Leta 1150 se Poreče prvič omenijo v pisnih virih. Grad ob jezeru, ki je bil postavljen nekako v tistem času, se do danes ni ohranil, ostalo je le še nekaj ruševin.
V bližini stoječa graščina Leonstein, ki je bila zgrajena leta 1490 v neposredni bližini današnjega središča Poreč in v kateri je bil nekoč sedež okrajnega sodišča, je vse do pred kratkim močno razpadala, vendar jo zadnjih nekaj let ponovno obnavljajo. Danes se v njej nahaja hotel.
Poreče so postale samostojna župnija leta 1785.

### Novi vek
Poreče so bile, tako kot ostali kraji okoli Vrbskega jezera, vse od časov Karantanije do sredine 19. stoletja poseljene skoraj z izključno slovensko govorečim prebivalstvom. Prve spremembe je prinesel zagon modernega turizma, še posebej po vzpostavitvi oglednih ladijskih voženj čez Vrbsko jezero. Prvi turisti so bili nemški in avstrijski meščani, ki so se navduševali nad romantično podobo z gorami obdanega jezera sredi idilične Južne Koroške in z njimi je prišlo v teh krajih do prvega resnejšega prodora nemščine. Kraji so postali turistično zanimivi in slovensko prebivalstvo Poreč, ki se je do takrat večinoma preživljalo s kmetovanjem, gozdarstvom in ribištvom, je z odprtimi rokami sprejemalo dodatni zaslužek. Posledica je bila vedno večja uporaba nemščine v komunikaciji z gosti in v vsakdanjem življenju, kar je takratna načrtna germanizacija Koroške v šolstvu in uradništvu le še pospeševala. Leta 1864 so dobile Poreče železniško progo, ki jih je povezala z Dunajem in Italijo. To je dalo še dodaten zagon tujskemu turizmu in majhno ribiško-kmečko naselbino spremenilo v priljubljen mednarodni dopustniški cilj. Znani gostje so bili denimo cesar Franc Jožef I., Gustav Mahler in Johannes Brahms.
Slovenstvo v Porečah, kakor ob vsej severni obali Vrbskega jezera, se je kljub prodoru nemškega turizma in kapitala močno ohranilo vse do konca 1. svetovne vojne. Poreče, čeprav takrat še večinsko slovensko govoreče, so bile vključene v cono B plebiscitnega ozemlja. Po plebiscitu je novi val turističnega in gospodarskega razvoja skupaj s tradicionalno protislovensko politiko koroških deželnih oblasti le še stopnjeval asimilacijske pritiske na Koroške Slovence. Po 2. svetovni vojni avstrijska država zgodovinsko slovenskih krajev na severni strani Vrbskega jezera, vključno s Porečami, ne obravnava več kot uradno dvojezično ozemlje.
Po vrhuncu turističnega razcveta na Koroškem v 60-ih in 70-ih letih 20. stoletja je prišlo do rahle ohladitve, v zadnjem času pa Poreče doživljajo ponovno turistično oživitev, tokrat na drugačnih temeljih in usmerjene k drugačni ciljni populaciji.

## Prebivalstvo
Po popisu prebivalstva iz leta 2001 je imela občina Poreče 2670 prebivalcev, od tega jih je imelo 90,3 % avstrijsko, 3,0°% hrvaško, 2,3% nemško in 1,3% bosansko državljanstvo.
Za katoličane se je izreklo 75 % prebivalstva občine, za evangeličane 10 % in za muslimane 1,6 %. Za nobeno od uradnih veroizpovedi se je izreklo 10 % prebivalstva.

## Kultura in znamenitosti
- Župnijska cerkev Sv. Janeza Krstnika. Predhodnica današnje cerkve se omenja že leta 1328, domneva pa se, da je pred njo v Porečah obstajala še starejša krstna cerkev, podružnica Marijine cerkve na Otoku. Leta 1785 so postale Poreče samostojna župnija, dve leti kasneje pa so na mestu predhodne cerkve začeli graditi današnjo. Posvečena je bila leta 1794. Leta 1891 se je porušil zvonik, v letih 1904−1906 pa je sledila razširitev in prenovitev fasade po načrtih Josefa Viktorja Fuchsa.
- Podružnična cerkev Sv. Ožbolta

- Železniška postaja iz tešinjskega marmorja
- Evangeličanska cerkev in središče evangeličanske skupnosti
- Župnišče
- Mesnerjeva hiša na Možberški ulici št. 22
- Graščina Leonstein
- Ruševine nekdanjega jezerskega gradu
- Muzej Johannesa Brahmsa

### Grb
Glavni motiv poreškega grba se navezuje na najstarejši ohranjeni pečat gospodarjev gradu ob Vrbskem jezeru, Seeburgerjev. Upodobljen je na listini iz leta 1284. Prikazuje srebrno ribo v skoku, katera v ustih drži zelen list. Pomen in izvor tega motiva sta neznana. Zastava Poreč je modro-bela, z vključenim občinskim grbom.
Grb in zastava sta bila občini podeljena 15. junija 1960.